# 栄村 (青森県)
栄村（さかえむら）は、かつて青森県にあった村。

## 沿革
- 1889年（明治22年）4月1日 - 町村制施行により北津軽郡広田村、稲実村、七ツ館村、姥萢村、湊村が合併し、栄村が発足。
- 1954年（昭和29年）10月1日 - 五所川原町、中川村、三好村、長橋村、松島村、飯詰村と合併し市制施行して五所川原市となる。

## 経済
農業
『大日本篤農家名鑑』によれば栄村の篤農家は、「工藤義則、山田與太郎、平山為之助、木村久太郎」などである。

## 教育
- 栄小学校
- 栄中学校（1972年4月に五所川原第三中学校に改称。）

## 金融
- 陸奥栄郵便局（1981年8月3日に五所川原みどり町郵便局と改称[2]）

## 出身人物
- 鳴海周次郎（農業、政治家、実業家） - 貴族院議員。鳴海銀行頭取。平山為之助の実弟。
- 平山為之助（農業、政治家、実業家） - 衆議院議員。五所川原銀行頭取。津軽鉄道社長。